# Bisetocreagris wangi
Espèce
Bisetocreagris wangi est une espèce de pseudoscorpions de la famille des Neobisiidae.

## Distribution
Cette espèce est endémique du Guizhou en Chine. Elle se rencontre dans le xian de Songtao.

## Description
Les mâles mesurent de 2,07 à 2,59 mm et les femelles de 2,74 à 2,97 mm.

## Étymologie
Cette espèce est nommée en l'honneur de Lu-yu Wang.

## Publication originale
- Guo, Wang & Zhang, 2018 : Description of three new Bisetocreagris species (Pseudoscorpiones: Neobisiidae) from Southern China. Acta Zoologica Academiae Scientiarum Hungaricae, vol. 64, no 3, p. 227-242.